# Landtagswahlkreis Düren II – Euskirchen II
Der Landtagswahlkreis 12 Düren II – Euskirchen II ist ein Landtagswahlkreis in Nordrhein-Westfalen.
Der Wahlkreis wurde zur Landtagswahl 2005 neu gebildet. Er ging aus dem ehemaligen Wahlkreis Düren II hervor, welcher bis zuletzt die Gemeinden Düren, Heimbach, Hürtgenwald, Kreuzau und Nideggen im Kreis Düren umfasste. Diese Gemeinden gehören auch zum neuen Wahlkreis, ebenso die Gemeinden Dahlem, Hellenthal und Schleiden im Kreis Euskirchen. Zur Landtagswahl 2022 wurde die bis dahin zum Wahlkreis gehörende Gemeinde Kall an den Landtagswahlkreis Euskirchen I abgegeben, während Dahlem von diesem zum Wahlkreis Düren II – Euskirchen II wechselte. Vor der Landtagswahl 2017 waren die beiden Gemeinden schon einmal ausgetauscht worden, Dahlem gehörte also bereits bis zur Wahl 2012 zum Wahlkreis.

## Landtagswahl 2022
Wahlberechtigt zur Wahl am 15. Mai 2022 waren 115.575 Einwohner. Ralf Nolten (CDU) wurde wiedergewählt, über die AfD-Landesliste zog Klaus Esser in das Parlament ein.
|                    | Partei               | Erststimmen | Erststimmen | Zweitstimmen | Zweitstimmen |
| Anzahl             | Partei               | %           | Anzahl      | %            |              |
| ------------------ | -------------------- | ----------- | ----------- | ------------ | ------------ |
| Wahlberechtigte    | Wahlberechtigte      | 115 575     | 100         | 115 575      | 100          |
| Wähler             | Wähler               | 60 694      | 52,5        | 60 694       | 52,5         |
| Ungültige Stimmen  | Ungültige Stimmen    | 875         | 1,4         | 682          | 1,1          |
| Gültige Stimmen    | Gültige Stimmen      | 59 819      | 100         | 60 012       | 100          |
| davon              |                      |             |             |              |              |
| Ralf Nolten        | CDU                  | 26 040      | 43,5        | 25 254       | 42,1         |
| Maximilian Dichant | SPD                  | 16 414      | 27,4        | 14 503       | 24,2         |
| Jan Griskewitz     | FDP                  | 3 628       | 6,1         | 3 574        | 6            |
| Klaus Esser        | AfD                  | 4 098       | 6,9         | 3 987        | 6,6          |
| Isabel Elsner      | GRÜNE                | 7 184       | 12          | 7 994        | 13,3         |
| Kai Wallbaum       | DIE LINKE            | 1 154       | 1,9         | 1 018        | 1,7          |
|                    | PIRATEN              | –           | –           | 176          | 0,3          |
|                    | Die PARTEI           | –           | –           | 410          | 0,7          |
|                    | FREIE WÄHLER         | –           | –           | 367          | 0,6          |
|                    | BIG                  | –           | –           | 25           | 0            |
|                    | ÖDP                  | –           | –           | 72           | 0,1          |
|                    | Volksabstimmung      | –           | –           | 83           | 0,1          |
|                    | MLPD                 | –           | –           | 5            | 0            |
|                    | DIE VIOLETTEN        | –           | –           | 30           | 0            |
|                    | Gesundheitsforschung | –           | –           | 84           | 0,1          |
|                    | ZENTRUM              | –           | –           | 42           | 0,1          |
|                    | DKP                  | –           | –           | 27           | 0            |
| Ralf Schmitz       | dieBasis             | 912         | 1,5         | 694          | 1,2          |
|                    | DSP                  | –           | –           | 44           | 0,1          |
|                    | Die Urbane.          | –           | –           | 43           | 0,1          |
|                    | LIEBE                | –           | –           | 98           | 0,2          |
|                    | FAMILIE              | –           | –           | 163          | 0,3          |
|                    | neo                  | –           | –           | 16           | 0            |
|                    | Die Humanisten       | –           | –           | 48           | 0,1          |
|                    | PdF                  | –           | –           | 43           | 0,1          |
|                    | LfK                  | –           | –           | 56           | 0,1          |
|                    | Tierschutzpartei     | –           | –           | 835          | 1,4          |
|                    | Team Todenhöfer      | –           | –           | 92           | 0,2          |
|                    | Volt                 | –           | –           | 229          | 0,4          |
| Peter Helmer       | UNABHÄNGIGE          | 389         | 0,7         | –            | –            |

## Landtagswahl 2017
| Direktkandidat Landtagswahl 2017 | Partei   | Erststimmen in % | Zweitstimmen in % |
| -------------------------------- | -------- | ---------------- | ----------------- |
| Cem Temirci                      | SPD      | 30,2             | 29,3              |
| Ralf Nolten                      | CDU      | 44,0             | 37,3              |
| Gudrun Zentis                    | GRÜNE    | 5,1              | 5,3               |
| Alexander Willkomm               | FDP      | 8,7              | 12,1              |
| Gunther Neubert                  | Piraten  | 1,5              | 0,9               |
| Marko Wegner                     | LINKE    | 4,1              | 4,0               |
| Bernd Essler                     | AfD      | 6,4              | 7,9               |
| –                                | Sonstige | –                | 3,2               |

Wahlberechtigt waren 122.134 Einwohner. Der Wahlkreis wird im Landtag durch den direkt gewählten Abgeordneten Ralf Nolten (CDU) vertreten, der dem langjährigen CDU-Wahlkreisabgeordneten Rolf Seel nachfolgte. Die bisherige Grünen-Abgeordnete Gudrun Zentis erreicht mit Listenplatz 25 auf der Landesliste ihrer Partei aufgrund der Verluste der Grünen kein Mandat mehr.

## Landtagswahl 2012
| Direktkandidat Landtagswahl 2012 | Partei  | Erststimmen in % | Zweitstimmen in % |
| -------------------------------- | ------- | ---------------- | ----------------- |
| Rolf Seel                        | CDU     | 38,8             | 31,9              |
| Elisabeth Koschorreck            | SPD     | 36,6             | 34,0              |
| Marcel Schwalb                   | Piraten | 9,8              | 9,3               |
| Gudrun Zentis                    | GRÜNE   | 7,6              | 9,3               |
| Egbert Braks                     | FDP     | 4,7              | 8,7               |
| Valentin Veithen                 | LINKE   | 2,4              | 2,3               |

Wahlberechtigt waren 117.241 Einwohner.

## Landtagswahl 2010
| Direktkandidat Landtagswahl 2010 | Partei  | Erststimmen in % | Zweitstimmen in % |
| -------------------------------- | ------- | ---------------- | ----------------- |
| Rolf Seel                        | CDU     | 45,3             | 41,1              |
| Elisabeth Koschorreck            | SPD     | 32,6             | 28,8              |
| Gudrun Zentis                    | GRÜNE   | 9,0              | 10,4              |
| Valentin Veithen                 | LINKE   | 5,5              | 5,8               |
| Egbert Braks                     | FDP     | 5,0              | 7,6               |
| Frank Servos                     | NPD     | 1,7              | 1,4               |
| Renate Ewert                     | pro NRW | 0,8              | 0,9               |
| Sonstige                         | -       | -                | 4,0               |

Wahlberechtigt waren 199.044 Einwohner.

## Landtagswahl 2005
| Direktkandidat        | Partei | Stimmen in % |
| --------------------- | ------ | ------------ |
| Rolf Seel             | CDU    | 53,6         |
| Elisabeth Koschorreck | SPD    | 29,4         |
| Brigitte Capune-Kitka | FDP    | 6,6          |
| Volker Hoffmann       | GRÜNE  | 4,8          |
| Stephan Inden         | WASG   | 2,1          |
| Ingo Haller           | NPD    | 1,3          |
| Ernst Dmytrowski      | PDS    | 1,0          |
| Dieter Walkowiak      | REP    | 0,5          |
| Jürgen Joisten        | BüSO   | 0,4          |
| Heinrich Westermann   | ödp    | 0,3          |

Wahlberechtigt waren 198.222 Einwohner.